# Akademickie Kluby Obywatelskie im. Prezydenta Lecha Kaczyńskiego
Akademickie Kluby Obywatelskie im. Prezydenta Lecha Kaczyńskiego – zrzeszenia społeczno-polityczne tworzone w Polsce po śmierci Prezydenta RP Lecha Kaczyńskiego w 2010 i odwołujące się do jego spuścizny. Pierwszy klub powstał w Poznaniu w styczniu 2011.

## Działalność
Powołano kluby w Poznaniu (2011), Krakowie (2011), Warszawie (2013), Łodzi, Katowicach, Lublinie, Gdańsku, Olsztynie (2015) i Toruniu (2016). Kluby przyjmują różne formy prawne. Np. kluby w Poznaniu i Olsztynie są stowarzyszeniami zarejestrowanymi. Cele poszczególnych klubów są zbieżne. Statutowym celem AKO w Poznaniu jest w szczególności „kształtowanie i propagowanie postaw i działań upowszechniających nowoczesny polski patriotyzm, który łączy pamięć o dokonaniach i tradycjach minionych pokoleń Polaków z działaniami na rzecz rozwoju współczesnej Polski i przyszłych pokoleń”. Klub w Gdańsku deklaruje, że „Zasadniczym celem pracy Akademickiego Klubu Obywatelskiego jest integracja trójmiejskiego środowiska akademickiego wokół problemów ważnych dla Polski. Akademicki Klub Obywatelski w Gdańsku kieruje się przesłankami polskiego patriotyzmu, zawartego w słowach: Bóg, Honor, Ojczyzna”.
AKO w Poznaniu ma duszpasterza w osobie ks. prof. Pawła Bortkiewicza.
Kluby zajmują stanowiska w bieżących sprawach politycznych, popierając zwykle działania partii Prawo i Sprawiedliwość.

## Władze AKO
Przewodniczący poszczególnych AKO:
- AKO Poznań: prof. dr hab. Stanisław Mikołajczak
- AKO Warszawa: prof. dr hab. inż. Artur Świergiel
- AKO Kraków: prof. dr hab. Ryszard Kantor
- AKO Łódź: prof. dr hab. Michał Seweryński
- AKO Gdańsk: prof. dr hab. med. Piotr Czauderna
- AKO Katowice: prof. dr hab. inż. Bolesław Pochopień
- AKO Lublin: prof. dr hab. Waldemar Paruch[14] (zm. w 2022)
- AKO Olsztyn: dr hab. Małgorzata Suświłło[4]
- AKO Toruń: dr hab. Jacek Piszczek[14] (zm. w 2024)
- AKO Szczecin: dr hab. Piotr Briks[15]